# NGC 4145A/1
NGC 4145A/1 је спирална галаксија у сазвежђу Ловачки пси која се налази на NGC листи објеката дубоког неба.
Деклинација објекта је + 39° 45' 26" а ректасцензија 12h 10m 54,3s. Привидна величина (магнитуда) објекта NGC 4145 износи 14,5 а фотографска магнитуда 15,1. NGC 4145A1 је још познат и под ознакама MCG 7-25-46, CGCG 215-48, KUG 1208+400, A 1208+40, VV 814, PGC 38778.